# Schmiechen
Schmiechen là một đô thị ở huyện Aichach-Friedberg bang Bayern nước Đức. Đô thị Schmiechen có diện tích 13,5 km², dân số thời điểm ngày 31 tháng 12 năm 2006 là 1153 người.